# Bryoptera injunctata
Bryoptera injunctata är en fjärilsart som beskrevs av Achille Guenée 1857. Bryoptera injunctata ingår i släktet Bryoptera och familjen mätare. Inga underarter finns listade i Catalogue of Life.